# Voluntariado en línea
El voluntariado en línea es la modalidad de voluntariado que se lleva a cabo a través de Internet. El voluntariado en línea es también conocido como voluntariado online u on-line, digital, cibernético o virtual.
Esta modalidad de voluntariado remoto aumenta la capacidad de las organizaciones en materia de desarrollo al tiempo que ofrece un espacio para que mucha gente participe en el desarrollo, algo de lo que, de otro modo, no disfrutarían. Uno de los aspectos clave del voluntariado en línea es su poder de inclusión. Dado que el voluntariado en línea no implica gastos ni viajes, cualquier persona desde cualquier parte del mundo puede colaborar por la paz y el desarrollo.

## Perfil de los voluntarios en línea
Los voluntarios en línea actúan a favor del desarrollo humano sostenible brindando su apoyo a las actividades de organizaciones para el desarrollo. Un voluntario en línea es una persona que decide libremente brindar su tiempo y sus habilidades en beneficio de la sociedad a través de Internet sin hacer consideraciones de tipo económico. En un estudio, más del 70% de los voluntarios en línea eligieron tareas que requerían de una a cinco horas a la semana y casi la mitad se inclinaron por asignaciones de doce semanas de duración o menos. Las personas con movilidad reducida u otras necesidades especiales participan de maneras que no serían posibles con el voluntariado presencial tradicional. Igualmente, el voluntariado en línea puede permitir a las personas superar inhibiciones sociales y ansiedad social, especialmente cuando normalmente sufrirían etiquetas o estereotipos relacionados con la discapacidad

## Servicio Voluntariado en Línea de la ONU
El programa Voluntarios de las Naciones Unidas dirige un servicio de voluntariado en línea que fue puesto en marcha en el año 2000. Es un servicio gratuito que pone en contacto a ONG, gobiernos y organismos de la ONU con personas que desean ofrecerse como voluntarios a través de Internet. Aproximadamente 10.000 voluntarios de 170 países, el 62% de países en desarrollo, llevan a cabo un promedio de 15.000 tareas asignadas en línea cada año. Estos voluntarios no solo incluyen profesionales sino también estudiantes y personas jubiladas. Las mujeres representan el 55% de todos los participantes. Los ámbitos que abarcan incluyen la educación, los jóvenes, la promoción y las estrategias en materia de desarrollo, la prevención de crisis, la generación de ingresos y el empleo, el voluntariado, la integración de grupos marginados, el medio ambiente, la salud y las cuestiones de género. En 2013 las 17.370 tareas de voluntariado en línea propuestas por las organizaciones para el desarrollo mediante el servicio Voluntariado en Línea atrajeron solicitudes de candidatos cualificados. Aproximadamente un 58 por ciento de los 11.328 voluntarios en línea eran mujeres y un 60 por ciento procedían de países en desarrollo. De media tenían 30 años de edad.

## Tareas típicas de voluntariado en línea
- Desarrollo y gestión de proyectos
- Diseño
- Coordinación y facilitación
- Desarrollo informático
- Investigación
- Redacción, edición y traducción
- Mapeo remoto
- Formación y preparación
- Consultoría
- Análisis de datos
- Mantenimiento de redes sociales

## Premio Voluntariado en Línea
Cada año, el programa de Voluntarios de las Naciones Unidas (VNU) invita a enviar las nominaciones para el Premio Voluntariado en Línea, el cual se otorga a voluntarios en línea o equipos de voluntarios en línea por sus contribuciones a proyectos de paz y desarrollo. Un jurado formado por representantes del programa VNU y por expertos en voluntariado y cooperación para el desarrollo examina las nominaciones y elige a los ganadores. En la fase previa al 5 de diciembre, Día Internacional del Voluntario (DIV), el público global puede votar por su ganador favorito a través del sitio web del servicio Voluntariado en Línea. El equipo de voluntarios que reciba el mayor número de votos es anunciado el 5 de diciembre, en celebración del Día Internacional de los Voluntarios.  El premio Voluntariado en Línea busca honrar a los voluntarios quienes hayan apoyado a través de Internet a una organización que trabaje por la paz y el desarrollo, así como a organizaciones que hayan colaborado con voluntarios en línea.